# Cryptogam Ridge, Östantarktis
Cryptogam Ridge är en bergstopp i Antarktis. Den ligger i Östantarktis. Nya Zeeland gör anspråk på området. Toppen på Cryptogam Ridge är 2 303 meter över havet.
Terrängen runt Cryptogam Ridge är huvudsakligen bergig. Trakten är obefolkad. Det finns inga samhällen i närheten.